# Michel Macedo
Michel Ometo Macedo (* 23. September 1998 in Fortaleza) ist ein brasilianischer Skirennläufer.

## Karriere
Michel Macedo wuchs in Portland, Oregon auf, wo er im Alter von drei Jahren das Skifahren erlernte. Sein internationales Renndebüt gab er am 30. August 2014 bei einem Riesenslalom im Rahmen des South American Cups in El Colorado. Sein erstes internationales Großereignis bestritt er bei den Weltmeisterschaften 2015. In Vail bzw. Beaver Creek belegte er als beste Platzierung Rang 39 im Slalom. Bei den Olympischen Jugend-Winterspielen im darauffolgenden Jahr in Lillehammer erreichte er im Super-G Platz 15 und wurde damit nach dem Sieger River Radamus aus den USA zweitbester Nicht-Europäer.
In den darauffolgenden Jahren startete Macedo hauptsächlich bei FIS-Rennen in Nord- bzw. Südamerika. Am 13. September 2017 erreichte er seine erste Top-10-Platzierung bei einer kontinentalen Rennserie. Im Slalom am Cerro Catedral belegte er den 6. Rang. 2018 startete er erstmals bei Olympischen Winterspielen in Pyeongchang, wo er sowohl im Riesenslalom als auch im Slalom ausschied; zum Super-G war er zwar gemeldet, trat aber nicht an.
Bei den Olympischen Winterspielen 2022 in Peking sollte Mecedo im Riesenslalom und im Slalom antreten. Kurz nach seiner Ankunft wurde er jedoch positiv auf COVID-19 getestet, wodurch er im Riesenslalom nicht starten konnte. Als Ersatz sollte Valentino Caputi starten. Macedo konnte schließlich doch starten, schied jedoch im Slalom aus.

## Privates
Macedo studiert am Middlebury College.

## Erfolge

### Olympische Winterspiele
- Pyeongchang 2018: DNF Riesenslalom, DNF Slalom, DNS Super-G
- Peking 2022: DNF Slalom, DNS Riesenslalom

### Weltmeisterschaften
- Vail/Beaver Creek 2015: 39. Slalom, 54. Riesenslalom
- Cortina d’Ampezzo 2021: DNF Riesenslalom, DNF Slalom

### South American Cup
- 3 Platzierungen unter den besten 15

### Nor-Am Cup
- 2 Platzierungen unter den besten 30

### Winter World University Games
- Lake Placid 2023: DNF Riesenslalom

### Olympische Jugend-Winterspiele
- Lillehammer 2016: 15. Super-G, DNF Riesenslalom, DNF Slalom, DNF Alpine Kombination

### Weitere Erfolge
- 4 Siege bei FIS-Rennen